# Hot Wheels: Track Attack
Hot Wheels: Track Attack è un videogioco di corse automobilistiche del 2010 pubblicato da THQ e sviluppato da Firebrand Games per Wii e Nintendo DS ed è basato sulla linea dei giocattoli di Hot Wheels prodotta da Mattel. È stato pubblicato il 23 novembre 2010.

## Accoglienza

### Critica
Secondo GamingXP, le versioni per Nintendo DS e Wii hanno ricevuto recensioni positive. Mentre Cubed3 ha dato il gioco una recensione mista.